# Francesca Gonshaw
Francesca Gonshaw, född 25 november 1959 i Marylebone i London, är en brittisk före detta skådespelare. Hon har bland annat gjort rollen som Maria Recamier i komediserien 'Allå, 'allå, 'emliga armén. Gonshaw har även spelat Amanda Howard i dramaserien Howards' Way.